# 南太平洋熱帶氣旋季

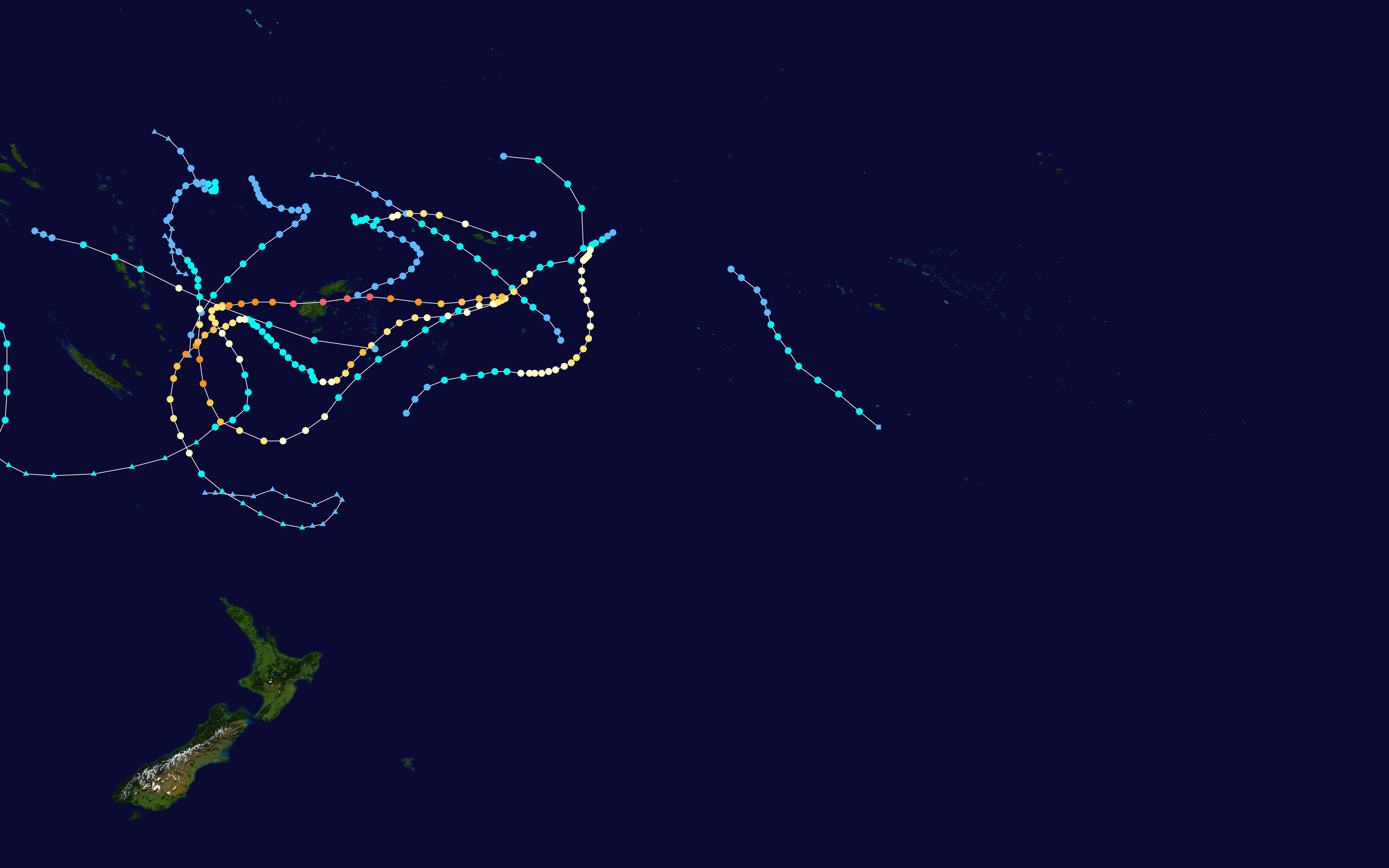
每年南太平洋熱帶氣旋季，都可以把所有熱帶氣旋合成一圖，以上图片是2015－2016年南太平洋熱帶氣旋季的總結圖。

南太平洋熱帶氣旋，是指在一季內，於赤道以南及160°E以東至120°W以西的太平洋水域，所產生的熱帶氣旋的一段時間，可說是風季的一種。雖然現時各氣象台並沒有定下任何熱帶氣旋季的指定期限，但大部份於南太平洋的熱帶氣旋通常都會於十一月至翌年四月期間形成。

## 定義

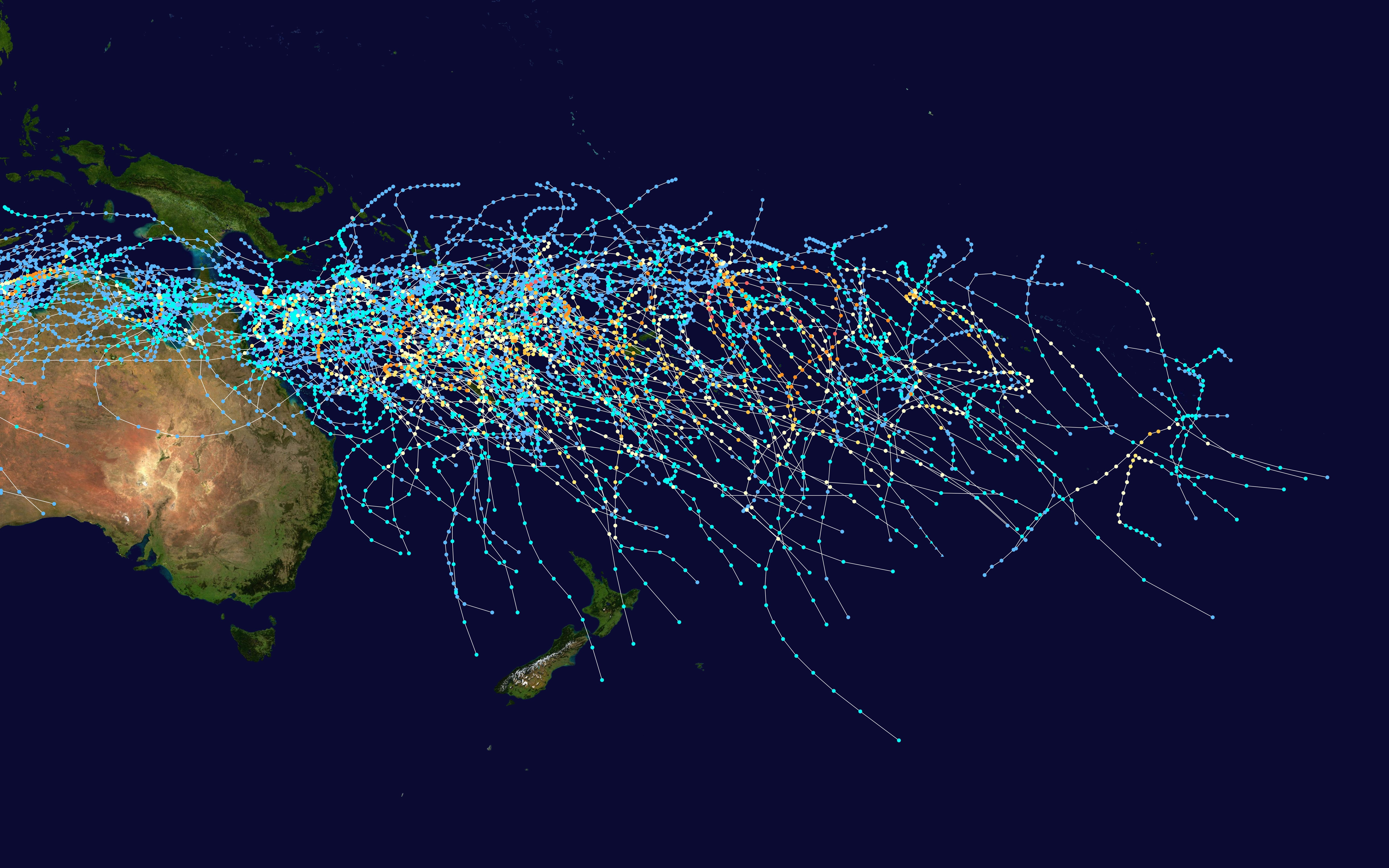
1980年至2005年期間生成的所有南太平洋熱帶氣旋路徑圖

不是一季內所有的熱帶氣旋也計算入南太平洋熱帶氣旋季，南太平洋熱帶氣旋季只計算一季內（由公元7月1日至翌年6月31日，UTC）形成於赤道以南及160°E以東至120°W的太平洋水域的熱帶氣旋。這些不符合太平洋風季範圍的熱帶氣旋都可能會被列入：
- 太平洋颱風季
- 太平洋颶風季
- 大西洋颶風季
- 北印度洋氣旋季
- 西南印度洋熱帶氣旋季（跨頭半年計，即11月至翌年5月）
- 澳洲地區熱帶氣旋季（跨頭半年計，即11月至翌年5月）

在南太平洋產生的熱帶風暴將由斐濟氣象局和新西蘭氣象局負責命名。另外，由於熱帶低氣壓的影響力不大，因此，熱帶低氣壓都不被命名，但則以編號命名，斐濟氣象局和新西蘭氣象局會以F字母作結，如「熱帶低氣壓01F」，聯合颱風警報中心則會以P字母作結，如「熱帶低氣壓01P」。
南太平洋熱帶氣旋季的熱帶氣旋，都會在十一月至翌年四月期間形成，即該區的夏天及秋天。

## 影響區域
在南太平洋生成的熱帶氣旋，大多不直接影響任何地區即消失，部分會影響斐濟、瓦努阿圖和附近的群島，也會影響新西蘭，也有南太平洋生成的熱帶氣旋跨越東經160度線進入澳洲地區的海域影響並登陸澳洲，例如：（气旋雅思），但很罕見。

## 外部連結
- 數位颱風—熱帶氣旋資料及圖片（页面存档备份，存于）
- 世界氣象組織（页面存档备份，存于）
- 澳洲氣象局（页面存档备份，存于）
- 斐濟氣象部門（页面存档备份，存于）
- 紐西蘭氣象局（页面存档备份，存于）
- 聯合颱風警報中心（页面存档备份，存于）